# Cottonmouth (personaggio)
Cottonmouth il cui vero nome è Cornell Stokes, è un supercriminale che appare nei fumetti statunitensi pubblicati dalla Marvel Comics.
Il personaggio è stato interpretato da Mahershala Ali nella prima stagione della serie televisiva Marvel Cinematic Universe Luke Cage.

## Storia editoriale
Il personaggio è apparso per la prima volta in Luke Cage, Power Man n. 18 (giugno 1974) in una storia scritta da Len Wein e disegnata da George Tuska. Cornell Cottonmouth, o semplicemente Cottonmouth, iniziò come un boss della droga a New York City. È stato coinvolto negli eventi che hanno portato Luke Cage ad acquisire superpoteri e diventare Power Man. Cottonmouth ha cercato di reclutare Cage nella sua organizzazione, ma alla fine è stato messo fuori combattimento e consegnato alla polizia da Cage. Durante la trama di Shadowland, Cottonmouth ritorna come parte della banda di Nightshade, Flashmob, dove entrano in conflitto con Devil così come un nuovo Power Man, che, come il suo predecessore, ha messo fuori combattimento Cottonmouth e lo ha consegnato alla polizia.

## Biografia dei personaggi

### Cottonmouth I
Non si sa molto della storia di Cornell Cottonmouth, tranne che si è affermato come signore della droga a New York. Quando Willis Stryker volle incastrare Carl Lucas, rubò un carico di eroina dall'organizzazione di Cottonmouth.
Dopo aver cambiato il suo nome in Luke Cage, Carl decise di rintracciare i farmaci usati per incastrarlo. Cage ha utilizzato numerosi informatori nella sua ricerca. L'informatore Flea riuscì nella sua ricerca ma le sue indagini furono scoperte. Prima di morire a causa dei veleni inflittigli dagli uomini di Cottonmouth, Flea riuscì ad informare Cage della sua scoperta. Dopo aver appreso chi ha inviato Flea per infiltrarsi nella sua organizzazione, Cottonmouth ha avuto l'idea di reclutare Cage nella sua organizzazione. Ha inviato i suoi caratteristici serpenti all'ufficio di Luke "per dimostrargli che fa sul serio". Cottonmouth ha quindi inviato i suoi scagnozzi Mike e Ike a fare un'offerta a Luke. Luke è riuscito a eliminare i serpenti e sconfiggere Mike e Ike. Mike finì per fare la spia a Luke dove si trovava Cottonmouth. Luke accettò di unirsi all'organizzazione di Cottonmouth (per sapere dove erano conservati i suoi documenti). Cottonmouth iniziò quindi a mettere alla prova la lealtà di Cage mandandolo a rubare un carico di eroina dal boss del crimine rivale, Morgan. Dopo il successo di Cage, si guadagnò la fiducia di Cottonmouth e iniziò a lavorare per lui finché Cottonmouth non sorprese Cage mentre tentava di rubare i suoi dischi. Cottonmouth ha attaccato Luke ed è stato assistito dal suo scagnozzo Mr. Slick. Cage ha poi sbattuto Cottonmouth contro Mr. Slick che è caduto da una finestra mortalmente. Quando Cottonmouth dichiarò che i presunti documenti erano nella mente di Mr. Slick, Luke sbatté Cottonmouth contro una scrivania di quercia dove Cottonmouth cadde privo di sensi. Cage ha quindi chiamato la polizia affinché venisse a prendere Cottonmouth.
Durante la trama di Shadowland del 2010, Cottonmouth è apparso come un membro della banda di Nightshade (Tilda Johnson) chiamata Rivals. Cottonmouth stabilì una sezione del territorio dove vendeva droga e assumeva prostitute solo per essere attaccato dai ninja della Mano inviati da Devil. Tuttavia, Power Man arrivò disperdendo i ninja della Mano e poi Power Man ruppe i denti di Cottonmouth. Cottonmouth in seguito fece sostituire i suoi denti rotti con denti affilati ricoperti d'oro. Quando Power Man fu apparentemente picchiato e sconfitto da cinque agenti di polizia corrotti, Cottonmouth si preparò a mordere una parte del viso di Power Man solo per essere tenuto al guinzaglio da Nightshade. All'inizio, Cottonmouth rimase sorpreso quando Nightshade offrì a Power Man di diventare il suo tutore. Cottonmouth poi si compiacque quando Nightshade aveva incaricato Power Man di combattere Pugno d'Acciaio. Con sorpresa di Nightshade, Power Man riuscì a schierarsi con Pugno d'Acciaio e mise fuori combattimento Cottonmouth mentre Nightshade scappava.
Durante la trama di Spider-Island del 2011, Cottonmouth insieme a Nightshade e Flashmob (composto da Chemistro, Cheshire Cat, Commanche, Dontrell "Cockroach" Hamilton, Mr. Fish e Spear) hanno cercato di lasciare una Manhattan infestata dai ragni attraversando un ponte solo per essere fermato da Misty Knight e dai suoi Eroi in Vendita (composti da Gatta Nera, Falcon, Gargoyle, Paladin e Silver Sable).
Cottonmouth appare poi come uno dei concorrenti in un Fight Club sotterraneo che viene distrutto da Deadpool, Gambit e Fat Cobra.
Cottonmouth fu ad un certo punto arrestato e imprigionato a Ryker's Island, da cui fugge durante una rivolta avvenuta durante la "Civil War 2". Con tutti i suoi beni sequestrati dall'FBI o appropriati da Tombstone, un disperato Cottonmouth chiede aiuto a Piranha Jones, ed è convinto da Jones a schierarsi con lui e Gatta Nera in un'imminente guerra per il controllo di Harlem. Non impressionato dai piani del duo, Cottonmouth li abbandona per unirsi al New Pride di Alex Wilder.

### Cottonmouth II
Natrice (Cottonmouth) il cui vero nome è Burchell Clemens, è l'originario di Mobile, Alabama, è un membro della Società dei serpenti.

## Poteri e abilità
Cottonmouth ha una super forza che rivaleggia con Luke Cage. Ha anche denti affilati che aveva affilato per assomigliare a zanne; combinati con la forza della sua mascella sono in grado di perforare la pelle "indistruttibile" di Cage. Cottonmouth ha anche una buona conoscenza di diversi veleni.

## Altre versioni
Cottonmouth appare nella serie Marvel Comics 2 The Amazing Spider-Girl come capo del ramo del Bronx dell'impero criminale di Tarantula Nera. Quando un nuovo cattivo chiamato Signore del crimine acquisisce e tenta di vendere i file di Kingpin, Cottonmouth attende l'asta per loro al posto di Tarantula Nera. L'asta bloccata da Hobgoblin e Spider-Girl porta Cottonmouth e la maggior parte degli altri criminali presenti ad essere arrestati dalla NYPD.

## Altri media
Cornell Bertram "Cottonmouth" Stokes appare in Luke Cage, interpretato da Mahershala Ali da adulto e da Elijah Boothe da adolescente. Questa versione disprezza il suo soprannome, che deriva da un incidente infantile in cui molti dei suoi denti furono rotti, è capace di uccidere persone a mani nude, nipote del signore del crimine di Harlem Maybelline "Mama Mabel" Stokes, cugino della consigliera comunale Mariah Dillard, e da giovane faceva parte di una banda insieme al proprietario di un barbiere, Robert "Pop" Hunter. Nel presente, Stokes opera pubblicamente come proprietario del nightclub Paradise di Harlem mentre lavora segretamente come trafficante d'armi privato insieme a Dillard, il suo assistente Shades e diversi agenti di polizia corrotti sul suo libro paga. Durante il tentativo di uccidere un gruppo di delinquenti di strada che hanno interrotto un accordo che stava conducendo, Cottonmouth si scontra con Luke Cage e Pop viene ucciso nel fuoco incrociato di un colpo fallito contro l'ultimo delinquente. Cage reagisce attaccando i depositi di Cottonmouth e impoverendo la fortuna del trafficante d'armi, ma il detective della polizia di New York Rafael Scarfe vende Cage a Cottonmouth, che fa diversi tentativi falliti di uccidere Cage o cacciarlo da Harlem. Nel frattempo, dopo che gli affari interni iniziano a indagare sulle sue azioni, Scarfe tenta di ricattare Cottonmouth, che gli spara e lo lascia per morto. Prima di morire, Scarfe racconta a Cage e Claire Temple tutto ciò che sa sull'operazione di Cottonmouth. Cottonmouth viene successivamente arrestato, ma l'avvocato della famiglia Stokes Benjamin Donovan lo salva. Mentre affronta le conseguenze, Stokes litiga con Dillard sulla loro educazione, durante la quale evoca i ricordi di loro zio che l'ha violentata da bambina, portandola a ucciderlo e incastrare Cage per questo.